# Eláti (Árta)
Eláti, en grec moderne : Ελάτη, est un village du dème de Geórgios Karaïskákis,  district régional d'Árta, en Épire, Grèce.
Selon le recensement de 2011, la population du village compte 71 habitants.